# اسکات ابوت
اسکات ابوت (انگلیسی: Scott Abbott؛ زادهٔ ۳۰ اوت ۱۹۶۲) فیلم‌نامه‌نویس و رمان‌نویس اهل ایالات متحده آمریکا است. وی دانش‌آموختهٔ دانشگاه نیویورک است و پس از یک دورهٔ آموزشی فیلم‌نامه‌نویسی در انستیتوی فیلم آمریکا، نخستین فیلم‌نامه‌اش را نوشت.
از فیلم‌ها یا مجموعه‌های تلویزیونی که وی در آن‌ها نقش داشته‌است، می‌توان به بچه رزماری و ملکه نفرین‌شده اشاره نمود.